# Gołąbek krótkonogi
Gołąbek krótkonogi (Russula curtipes F.H. Møller & Jul. Schäff.) – gatunek grzybów należący do rodziny gołąbkowatych (Russulaceae).

## Systematyka i nazewnictwo
Pozycja w klasyfikacji według Index Fungorum: Russula, Russulaceae, Russulales, Incertae sedis, Agaricomycetes, Agaricomycotina, Basidiomycota, Fungi.
Po raz pierwszy opisali go w 1935 r. F.H. Møller i Julius Schäffer na ziemi w Niemczach. Polską nazwę nadał mu Alina Skirgiełło w 1991 r.

## Morfologia
Kapelusz
Średnica 6–12 cm, gruby, mięsisty, mniej lub bardziej twardy, początkowo wypukły, następnie rozszerzający się i wkrótce w środku zagłębiony, ale szeroki i niezbyt głęboki, czasami jednak lejkowaty. Brzeg regularny lub pofałdowany. Powierzchnia winnoczerwonobrązowa, o barwach czerwień hematytowa lub palisander, rzadziej czarniawofioletowa, środek zwykle przebarwiony na kremowe, żółte, zielonkawokremowe tony lub nawet oliwkowoochrowy, ale nigdy nie zielony, czasami też miejscami z odrobiną miedzi, wyjątkowo bardzo blady i wybarwiony (przez deszcz). Eksykaty mają dość typowy kolor, matowo fioletowobrązowy do brązu czekoladowego i dość różnorodny na obrzeżach, matowo miedzianoochrowy w kierunku środka. Skórka bardzo owłosiona, z wyjątkiem brzegu, mało zróżnicowana, lepka tylko pod wpływem deszczu, wkrótce sucha, czasem prawie gładka, czasem mniej lub bardziej postrzępiona, punktowano-nakrapiana małymi zaokrąglonymi plamkami bardziej kolorowymi niż tło, lub nawet popękana, ale nie pomarszczona, lub prawie nie pomarszczona.
Blaszki
Gęste lub średniej gęstości, mniej lub bardziej grube, sztywne, u trzonu mniej lub bardziej rozwidlone, z tyłu zakończone blaszeczkami lub słabo karbowane, z przodu tępe do nieco ostrych, lekko brzuchate, o szerokości 6–15 mm, najpierw kremowe, potem jasnożółte, w widoku z przodu z jaśniejszymi żółtymi refleksami. Ostrza równe, tej samej barwy, brązowiące w miejscach pomarszczonych.
Trzon
Wysokość 3–7 cm, grubość 1,5–2,4 cm, twardy, zwarty, nierówny lub nieco pogrubiony ku nasadzie, czasami rozszerzony pod blaszkami, zawsze pełny, biały, z tendencją do brązowawego, żółtawego lub rdzawobrązowego w kierunku podstawy.
Miąższ
Gruby, zwarty, często nawet twardy, biały, miejscowo pożółkły lub brązowiejący, o słabym, nietypowo owocowym zapachu i łagodnym smaku. W parafenylodiaminie staje się niebieski, pod działaniem FeSO4 szarożółty, czasem z zielonkawym odcieniem, w fenolu brązowopurpurowy.
Cechy mikroskopowe
Podstawki 34–52 × 12 µm. Bazydiospory 7,2–9,5 × 6–7,5 µm, odwrotnie jajowate do zaokrąglonych, czasami brodawkowate, czasami z dość krótkimi kolcami i brodawkami, miejscami prążkowane do bardzo słabo siateczkowatych, brodawki czasami tępe, czasami spiczaste, o wysokości 0,6–0,75 µm, z grzebieniami często dość dużymi, czasami mającymi tendencję do bycia nierównoległymi, wszystkie wyraźnie amyloidalne lub niecałkowicie amyloidalne; wyrostek wnęki 1,6–1,75 × 1,25–1,5 µm; hilum zaokrąglone lub nieregularne, z mniej lub bardziej promieniującym brzegiem, tylko miejscami amyloidalne. Cystydy cylindryczne do wrzecionowatych, niezbyt liczne, 65–85 × 7,7–11,5 µm, tępe lub czasami z małym wyrostkiem, rzadziej stopniowo zwężające się ku górze w cylindryczną lub lekko wygiętą szyjkę, słabo reagujące z sulfowaniliną.
Skórka zbudowana ze zwartych strzępek, z włoskami w epikutisie, z zamkniętymi przegrodami w dolnej części, ale górą zwężającymi się w smukłą szyjkę (2 µm), u dołu szeroką (4–6,5 µm), a nawet z pęcherzami osiągającymi średnicę 9 µm. Dermatocystydy rozproszone, czasem bardzo rzadkie i trudne do zaobserwowania, cylindryczne lub maczugowate, tępe, często jako przewody mleczne, o szerokości 4–6,5 µm. Trama z dużymi, luźnymi, cienkościennymi sferocytami, subhymenium z zaokrąglonymi komórkami o szerokości 8–15–(22) µm.
Gatunki podobne
Russula melitodes ma winnoczerwony kapelusz, na środku odbarwiający się do brązowooliwkowego, a trzon bardzo biały. Mikroskopowo odróżnia się kolczastymi zarodnikami, o dużych i ostrych kolcach z nielicznymi i cienkimi łącznikami. W eksykatach jego strzępki prymordialne w sulfowanilinie stają się czerwono inkrustowane.

## Występowanie i siedlisko
Występuje w Ameryce Północnej, Europie i Azji. Najwięcej stanowisk podano w Europie. W Polsce W. Wojewoda w 2003 r. przytoczył jedno stanowisko, w późniejszych latach podano następne. Na Czerwonej liście roślin i grzybów Polski ma status gatunku rzadkiego – potencjalnie zagrożonego z powodu ograniczonego zasięgu geograficznego i małych obszarów siedliskowych.
Naziemny grzyb mykoryzowy. Występuje w lasach, głównie bukowych.
Jest grzybem jadalnym.